# 試用販売
試用販売（しようはんばい）とは、企業がとる商品販売形態の一種である。

## 概要
試用販売とは、あらかじめ得意先に商品を送付し試用してもらい、得意先が買い取りの意思表示をすることにより、売買が成立するという販売方法。消費者（買い手）に商品を試送し、実際に商品を使用してもらったうえで、買い手に購入の是非を決めてもらう販売形態である。特に化粧品の販売に多い。いわゆる試供品とは意味合いが異なる。
企業会計原則では、買い手が買い取りの意思表示を示した時点で売上を認識するよう定めている。